# Heilig-Kreuz-Kirche (Weißenburg)
Die Heilig-Kreuz-Kirche ist eine römisch-katholische Kirche in Weißenburg in Bayern im mittelfränkischen Landkreis Weißenburg-Gunzenhausen. Sie ist eine Filialkirche der Pfarrei St. Willibald und liegt im Nordosten der Stadt in der Galgenbergsiedlung, nahe der Bundesstraße 2 an der Ausfahrt Jahnstraße. Das Gebäude mit der postalischen Adresse Jahnstraße 41 ist unter der Denkmalnummer D-5-77-177-607 als Baudenkmal in die Bayerische Denkmalliste eingetragen.

## Baugeschichte und -beschreibung
Im Jahre 1953 wurde der Bau einer neuen Filialkirche in Weißenburg erstmals erwogen und unterstützt. Der Bau der Heilig-Kreuz-Kirche war durch die Aufnahme von 3.600 Heimatvertriebenen mit größtenteils katholischem Glauben in die überwiegend evangelisch geprägte Stadt Weißenburg dringend notwendig geworden. Am 30. August 1964 wurde sie als zweite katholische Kirche Weißenburgs mit Kindergarten, Jugendheim, Gemeinderäumen, Pfarrbücherei und Wohnungen geweiht. Sie stammt von dem Architekten Alexander von Branca und dessen Mitarbeiter Erhard Fischer.
Der Zentralbau erhebt sich über einem quadratischen Sockelbau und besitzt einen freistehenden Glockenturm sowie Annexbauten. Die Kirche hat die Form eines griechischen Kreuzes. Charakteristisch für die Betonkonstruktion sind die hohen Wände mit Verblendung aus Jurakalk, die durch Ziegellagen gegliedert sind.

## Ausstattung
- Taufkapelle im frühchristlichen Stil (liegt außerhalb des eigentlichen Kirchenbaus)
- Altar in der Mitte des Gotteshauses; von drei Seiten gruppieren sich die Bankreihen[5]

### Orgel

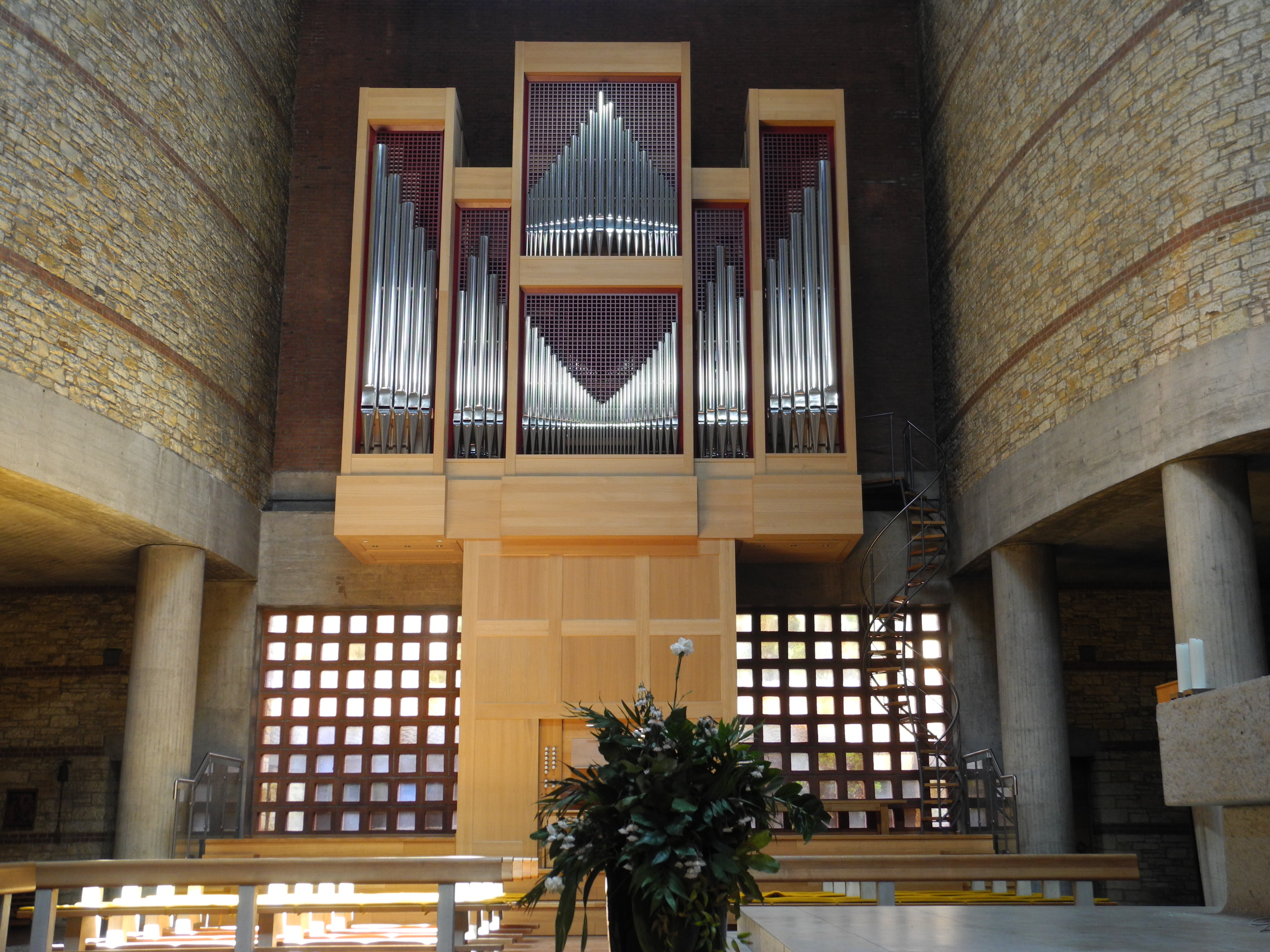

Die Orgel wurde 2010 von der Orgelbaufirma Sandtner erbaut. Das Instrument hat 29 Register, darunter 4 Transmissionen aus dem Hauptwerk in das Pedal, auf zwei Manualen und Pedal. Die Orgel ist häufig in den Videos des Organisten Alexander Uhl zu hören.
| I Hauptwerk C–a3 |                 |       |
| 1.               | Bourdon         | 16′   |
| 2.               | Principal       | 8′    |
| 3.               | Flöte           | 8′    |
| 4.               | Gedeckt         | 8′    |
| 5.               | Salicional      | 8′    |
| 6.               | Octave          | 4′    |
| 7.               | Blockflöte      | 4′    |
| 8.               | Superoctave     | 8′    |
| 9.               | Cornet V, ab b0 | 8′    |
| 10.              | Mixtur IV       | 1 ⁄3′ |
| 11.              | Trompete        | 8′    |

| II Schwellwerk C–a3 |                 |        |
| 12.                 | Hohlflöte       | 8′     |
| 13.                 | Gamba           | 8′     |
| 14.                 | Vox cœlestis    | 8′     |
| 15.                 | Principal       | 4′     |
| 16.                 | Traversflöte    | 4′     |
| 17.                 | Nasard          | 2 ⁄3′  |
| 18.                 | Octave          | 2′     |
| 19.                 | Terz            | 1 3⁄5′ |
| 20.                 | Quint           | 1 ⁄3′  |
| 21.                 | Trompette harm. | 8′     |
| 22.                 | Oboe            | 8′     |
|                     | Tremulant       |        |

| Pedal C–f1 |                       |         |
| 23.        | Principalbass         | 16′     |
| 24.        | Subbass (= Nr. 1)     | 16′     |
| 25.        | Quinte                | 10 2⁄3′ |
| 26.        | Octavbass (= Nr. 2)   | 8′      |
| 27.        | Gedecktbass (= Nr. 4) | 8′      |
| 28.        | Posaune               | 16′     |
| 29.        | Trompete (= Nr. 11)   | 8′      |

- Koppeln: II/I, II 16′/I, I/P, II/P, II 4′/P

## Trivia
Der Organist Alexander Uhl machte die Kirche 2024 deutschlandweit bekannt.